# Gigametru
Gigametru (abreviat Gm) este o unitate de măsură a distantei. Un gigametru este egal cu 1.000.000.000 metri și este un multiplu al metrului. Este acceptat și recomandat de SI.
- 1 Gm = 1.000.000 km (un milion de kilometri)
- 1 Gm ≈ 621.370 mile

Gigametrul (din cuvintele grecești „gigas” = uriaș și „metro” = măsură) este folosit rareori în practică când este vorba de o lungime terestră, deoarece reprezintă distanțe prea mari pentru planeta noastră. De aceea este uneori folosit în astronomie pentru a măsura distanțele dintre obiectele astronomice.

## Exemple
Pentru a avea idee privitoare la „ordinul de mărime” al acestei untăți de lungime, se arată că distanța medie dintre Pământ și Lună este de aproximativ 0,38 Gm. Distanța medie dintre Pământ și Marte măsoară aproximativ 78,3 Gm, în timp ce distanța dintre Soare și Pământ este egală cu 149,6 Gm. Diametrul mediu al Soarelui este de 1,393 Gm. 
Diametrul mediu al supergigantei roșii Betelgeuse este de 1.302 Gm.

## Corespondențe
Un gigametru este echivalent cu:
- 1 000 000 000 000 000 000 nm (nanometri)
- 1 000 000 000 000 000 µm (micrometri)
- 1 000 000 000 000 mm (milimetri)
- 100 000 000 000 cm (centimetri)
- 10 000 000 000 dm (decimetri)
- 1 000 000 000 m (metri)
- 100 000 000 m (decametri)
- 10 000 000 hm (hectometri)
- 1 000 000 km (kilometri)
- 100 000 Mm (miriametri)
- 1 000 Mm (megametri)
- 0,001 Tm (terametri)
- 0,00001 Pm (petametri)